# العريف (حجة)
العريف هي إحدى قرى الجمهورية اليمنية. وهي تتبع جغرافيًا لمحافظة حجة. وإداريًا لمديرية بني العوام. يبلغ تعداد سكانها 1089 نسمة حسب الإحصاء الذي جرى عام 2004.